# ウルバヌス八世の星々
ウルバヌス八世の星々（ウルバヌスはっせいのほしぼし）、ラテン語名：ステラエ・ウルバニ・オクタヴィ（Stellae Urbani Octavi）は、ケルンのカプチン会修道士スキュルレウス・デ・レイタが1643年にみずがめ座γ星の近くで新しく発見したと称していた木星の5つの衛星のことである。名称は時のローマ教皇ウルバヌス8世（在位：1623年8月6日 - 1644年7月29日）にちなむ。
スキュルレウスは、ガリレオ衛星と併せて木星には9つの衛星が回っていると主張した。実在しない。